# Lamberts koniska konforma projektion
Lamberts koniska konforma projektion är en kartprojektion. Denna erhålls genom att en kon placeras över jordsfären så att den genomkorsar två parallellcirklar på jordytan. Jordens yta projiceras sedan på konens yta sedd från jordens medelpunkt. Konen kan sedan öppnas till en plan yta. Denna metod minimerar det avbildningsfel som alltid uppstår när en sfärisk yta avbildas på en plan yta. Längs de två valda parallellcirklarna är avbildningen utan distorsion, men avbildningsfelet ökar sedan med avståndet till dessa cirklar. 
Projektionen används mycket för de kartor som används inom luftfarten eftersom en rät linje mellan två punkter motsvarar en storcirkel på jordytan.

## Formler för projektionen
Longitud, λ, och latitud, φ, på jordytan kan omvandlas till motsvarande koordinater (x, y) med hjälp av följande ekvationer där λ0 är referenslongituden, φ0 referenslatituden och φ1 respektive φ2 är de två valda parallellcirklar där konens yta skär jordytan.
```
 x = ρsin[n(λ − λ0)]
 y = ρ0 − ρcos[n(λ − λ0)]
```

och
{\displaystyle n={\frac {\ln(\cos \phi _{1}\sec \phi _{2})}{\ln[\tan({\frac {1}{4}}\pi +{\frac {1}{2}}\phi _{2})\cot({\frac {1}{4}}\pi +{\frac {1}{2}}\phi _{1})]}}}
{\displaystyle \rho =F\cot ^{n}({\frac {1}{4}}\pi +{\frac {1}{2}}\phi )}
{\displaystyle \rho _{0}=F\cot ^{n}({\frac {1}{4}}\pi +{\frac {1}{2}}\phi _{0})}
{\displaystyle F={\frac {\cos \phi _{1}\tan ^{n}({\frac {1}{4}}\pi +{\frac {1}{2}}\phi _{1})}{n}}}